# Vícov
Vícov település Csehországban, a Prostějovi járásban. Vícov Zdětín, Plumlov, Ohrozim, Ptení, Stínava és Březina településekkel határos. Lakosainak száma 559 fő (2024. január 1.).

## Népesség
A település lakosságának változását az alábbi diagram mutatja:
| Lakosok száma | 462  | 543  | 585  | 617  | 577  | 466  | 516  | 544  | 532  | 559  |
|               | 1869 | 1900 | 1921 | 1961 | 1980 | 2011 | 2016 | 2019 | 2021 | 2024 |